# Phyllocamenta pilosa
Phyllocamenta pilosa är en skalbaggsart som beskrevs av Max Quedenfeldt 1884. Phyllocamenta pilosa ingår i släktet Phyllocamenta och familjen Melolonthidae. Inga underarter finns listade i Catalogue of Life.